# Jacques Hessels
Jacques Hessels (parfois Jacob Hessels) ( Nieuwkerke, 1506 - Gand, 4 octobre 1578) a été  juge dans le comté de Flandre et dans les Pays-Bas espagnols. Il s'est particulièrement distingué dans le Conseil des troubles. Selon une tradition ancienne mais probablement apocryphe, Hessels somnolait pendant les audiences. Au moment du prononcé de la sentence, il se réveillait en sursaut et criait invariablement : Ad patibulum ! Ad Patibulum ! (« À la potence ! À la potence !" ).
Hessels devint procureur général du Conseil de Flandre en 1554. Célèbre pour sa réputation de violence et de rigueur excessive, il est nommé en 1567 par le duc d'Albe pour siéger comme juge au Conseil des troubles, surnommé le Conseil du sang chargé de la répression. À ce poste, Hessels participa à la condamnation à mort des comtes d'Egmont et de Hornes en 1568. Après l'abolition du Conseil des troubles en 1576, il devint membre du Conseil de Flandre à Gand.
Le 28 octobre 1577, il fut arrêté sur ordre de François de la Kethulle de Ryhove (dit Ryhove) et Jean de Hembyse en même temps que Philippe III de Croÿ, duc d'Aerschot, et des notables gantois. Le 4 octobre 1578, pendant le règne calviniste de l'éphémère République de Gand, Hessels fut pendu par les Gantois.
Hessels avait épousé Jetze Hoytema, veuve de Frank van den Berg de Delft et nièce de Viglius van Aytta, membre du Conseil privé.